# کریشتوفووی هامری
کریشتوفووی هامری (به چکی: Kryštofovy Hamry) یک منطقهٔ مسکونی در جمهوری چک است که در ناحیه خوموتوو واقع شده‌است. کریشتوفووی هامری ۶۸٫۴۲ کیلومتر مربع مساحت و ۹۶ نفر جمعیت دارد و ۶۸۰ متر بالاتر از سطح دریا واقع شده‌است.